# McLaren 600LT
La McLaren 600LT è una autovettura supersportiva prodotta dalla casa automobilistica britannica McLaren a partire dal 2018 al 2021.
Più lunga e potente rispetto alla sorella McLaren 570S, è stata al Goodwod Festival of Speed del 2018, mentre a gennaio 2019 è stata annunciata per poi essere presentata al Salone dell'automobile di Ginevra del 2019 la versione Spyder.

## 600LT Spider

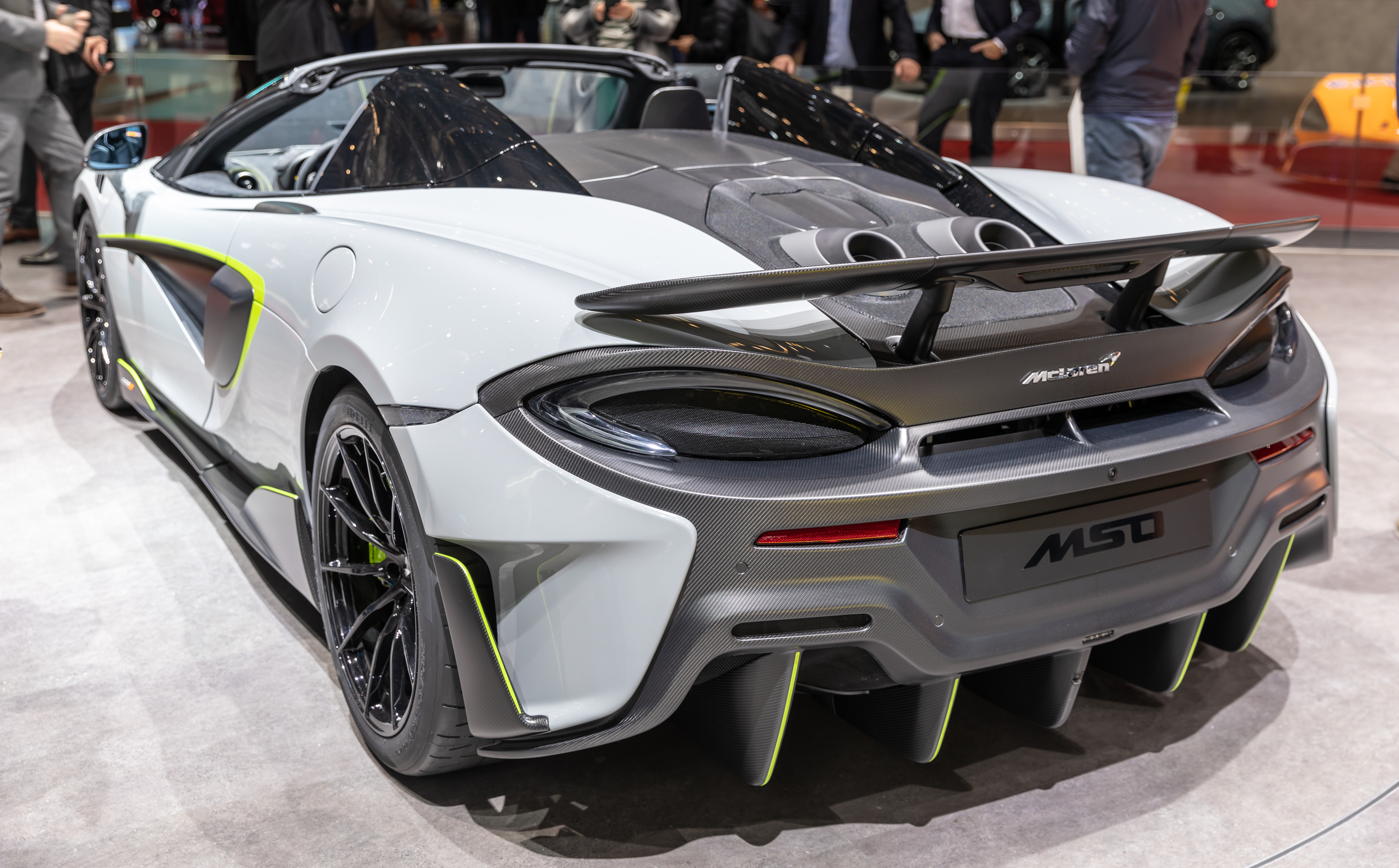

Nel gennaio 2019, la McLaren ha presentato la variante decappottabile della 600LT al Detroit Auto Show. Di conseguenza, la Spider pesa 50 kg in più rispetto alla coupé pur mantenendo le prestazioni. La Spider ha lo stesso motore e componenti aerodinamici della coupé; il meccanismo di ripiegamento del tetto  può essere azionata a velocità fino a 40 km/h.
La vettura può accelerare da 0 a 100 km/h (62 mph) in 2,9 secondi, da 0 a 200 km/h (124 mph) in 8,4 secondi (0,2 secondi in più rispetto alla coupé) e può raggiungere una velocità massima di 315 km/h (196 mph) con il tetto aperto e 323 km/h (201 mph) con il tetto chiuso.

## 620R

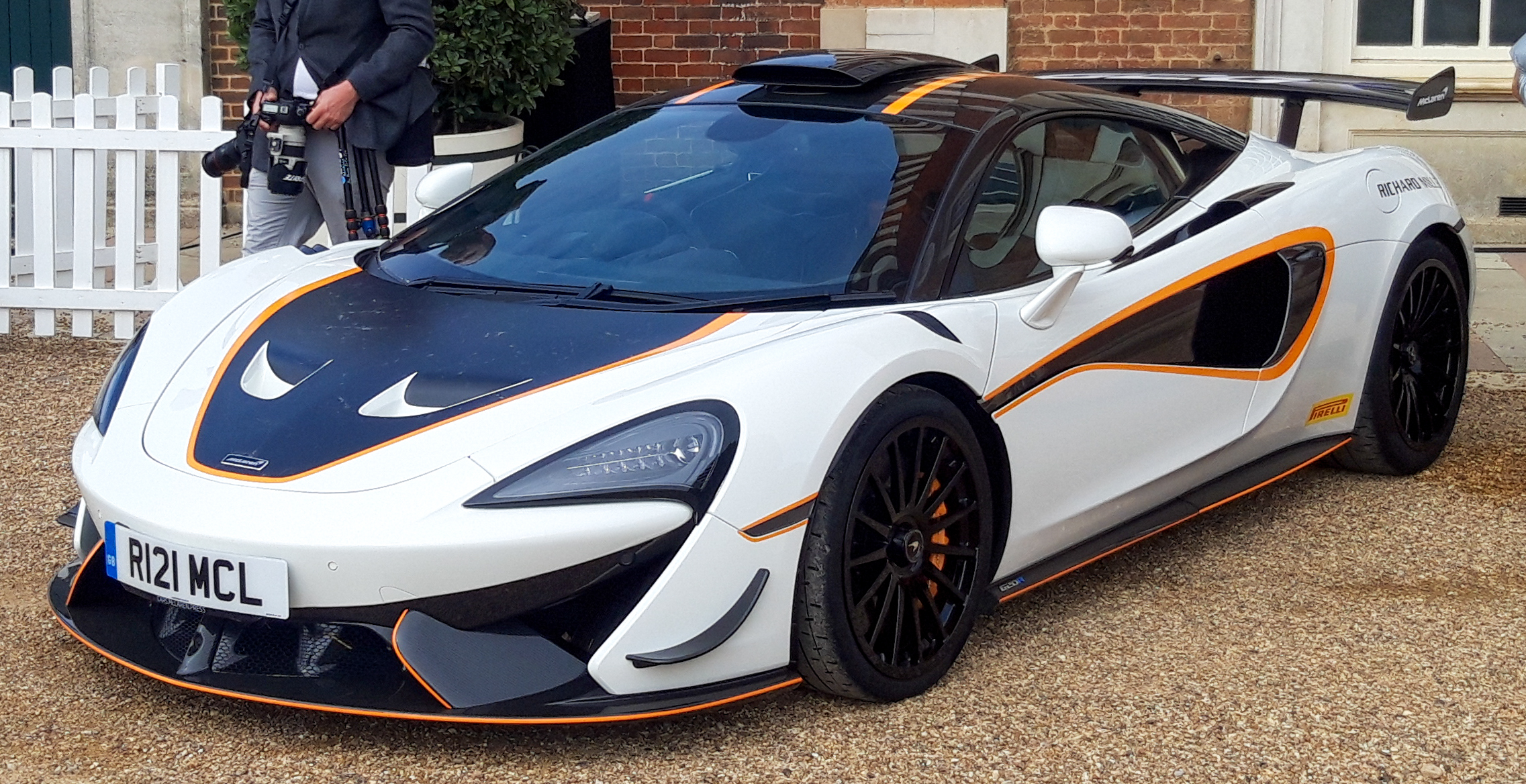

Svelata online a dicembre 2019, la 620R condivide il telaio monoscocca in fibra di carbonio Monocell II con la 600LT così come il motore che eroga a 620 CV. Altre modifiche includono pneumatici semi-slick Pirelli P zero Trofeo R, interni da corsa senza tappetini e moquette, sedili da corsa in fibra di carbonio con cinture a sei punti, paddle del cambio in fibra di carbonio, sistema McLaren Track Telemetry (MTT) ed rimozione dell'aria condizionata e del sistema di infotainment; ammortizzatori coilover regolabili, barre antirollio più rigide e freni in carboceramica da pista con dischi freno anteriori Arther da 390 mm e  al posteriore da 380 mm con pinze in alluminio forgiato. L'ala posteriore regolabile in fibra di carbonio consente alla 620R di generare 185 kg di carico aerodinamico a una velocità di 250 km/h (155 mph). L'ala posteriore ha una terza luce stop integrata.